# Саулуте Райлайте
Саулуте Райлайте (лит. Saulutė Railaitė; нар. 28 липня 2005, Шакина, Шяуляйський район, Литва) — литовська футболістка, півзахисниця «Гінтри».

## Клубна кар'єра
2 травня 2019 рік зафіксовано, що відбувся матч між командою «Ладиголо» школи «Шакина» та командою «Ладиголо» гімназії «Версме». Команда «Верме» перемогла суперників з рахунком 3:1. Єдиним голом у складі «Шакини» відзначилася Саулюте Райлайте.
З літа 2020 року представляла «Шяуляй СГ-ФА» в А-Лізі.
Відзначилася голом 18 вересня 2020 року в матчі Елітної ліги U-15. Команда Спортивного центру «Укмергес» перемогла ФК Вільнюс з рахунком 6:4. 16 жовтня 2020 року «Укмергес» переміг команду Футбольної академії «Утена» з рахунком 4:2. Одним з голів «Укмергеса» відзначилася Саулюте Раліте.
2021 рік представляв команду «Гінтра» та ШСГ, які змагалися у Північно-Західній групі Першої ліги Литви. 16 травня 2021 року в матчі проти ФК «Вілкія» відзначилася двома голами, а «Шяуляй» переміг суперниць з рахунком 8:1. 4 червня 2021 рік відзначилася голом в переможному (7:3) матчі проти «Паневежиса». 1 жовтня 2021 року відзначилися трьома голами проти «Санеда», а Шяуляй переміг суперника з рахунком 13:0. У матчі другого туру Зимового футбольного турніру в групі В між ФК «Гінтра» – ШСГ та ФК «Вільнюс» відзначилася на 16-й хвилині єдиним голом, який виявився переможним для її команди.
У лютому 2022 року підписала контракт з «Гінтрою».

## Кар'єра в збірній
У футболці дівочої збірної Литви (WU-17) дебютувала 29 вересня 2021 року в програному (0:2) поєдинку проти хорваток.

## Досягнення
«Гінтра»
- Зимовий турнір ЛМФА
  -  Чемпіон (1): 2022[13]